# Nogometni Klub Olimpija Ljubljana
|  | Aquest article tracta sobre el club NK Olimpija. Vegeu-ne altres significats a «Olimpija Ljubljana». |

El Nogometni Klub Olimpija Ljubljana és un club de futbol eslovè de la ciutat de Ljubljana.

## Història

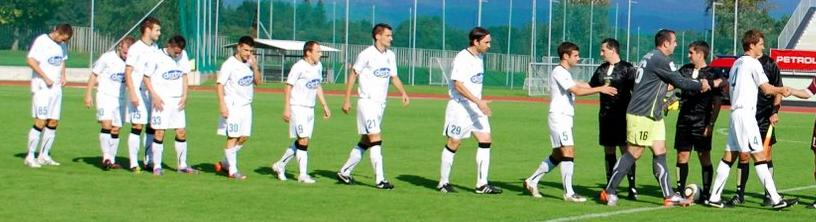
Olimpija el 2010.

El club va ser fundat el 2 de març de 2005 amb el nom de NK Bežigrad, contsiderant-se hereu del desaparegut campió eslovè Olimpija, que desaparegué per motius econòmics la temporada 2004-2005. No obstant, l'Associació Eslovena de Futbol i la lliga de futbol no el reconeixen com el mateix club. Tampoc el reconeix la legislació de la República d'Eslovènia.

### Evolució del nom
- NK Bežigrad (2005-2007)
- NK Olimpija Bežigrad (2007-2008)
- NK Olimpija Ljubljana (2008-)

## Palmarès

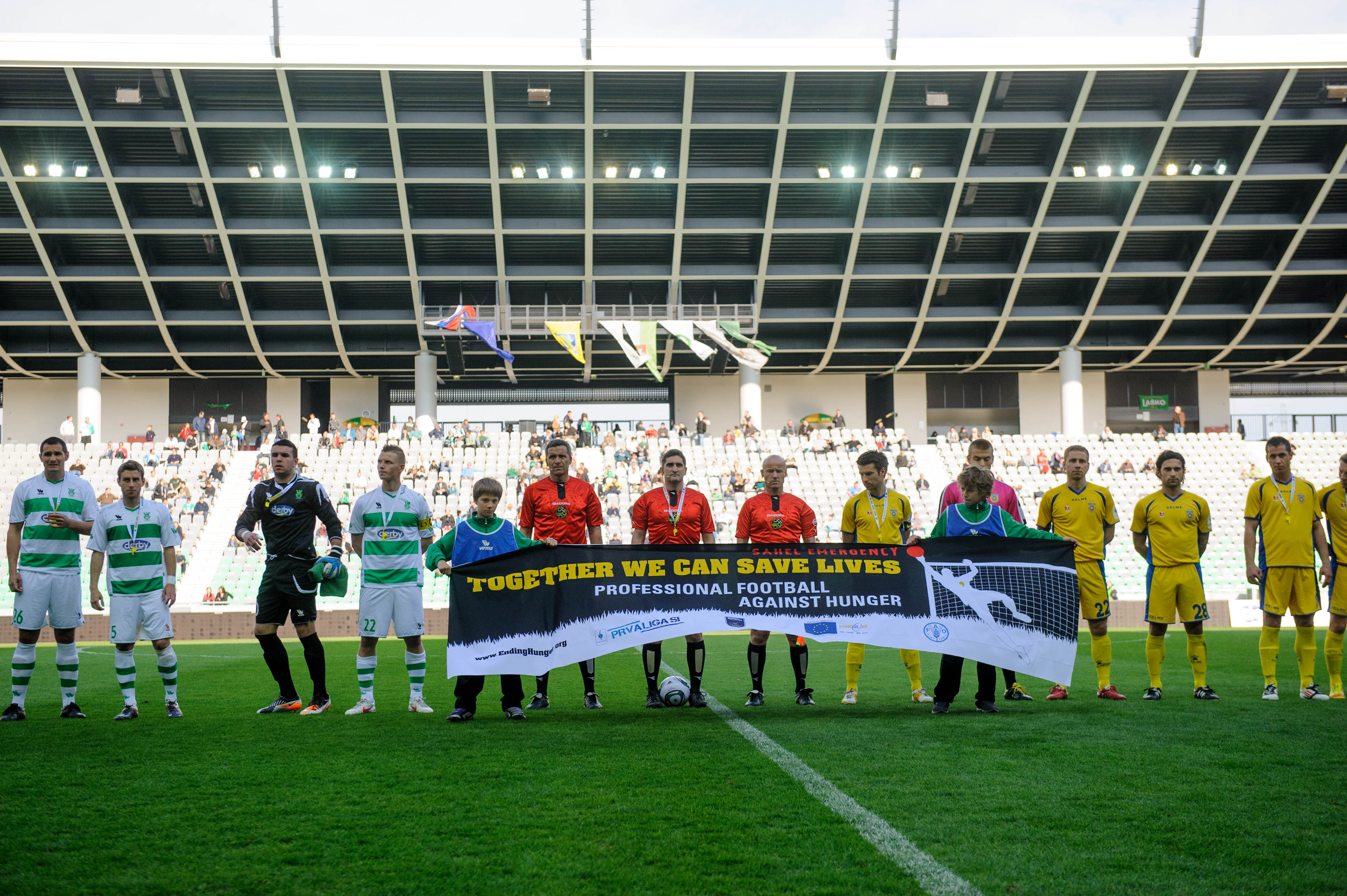
Olimpija en una campanya benéfica.

- Segona Divisió eslovena de futbol:
  - 2008-09
- Tercera Divisió eslovena de futbol:
  - 2007-08
- Quarta Divisió eslovena de futbol:
  - 2006-07
- Cinquena Divisió eslovena de futbol:
  - 2005-06